# Шаєсте Кадерпур
Шаесте Кадерпур (перс. شایسته قادرپور; нар. 10 квітня 1984) — іранська шахістка, міжнародний майстер серед жінок (2001).

## Життєпис
2009 року перемогла на чемпіонаті Ірану зі швидких шахів серед жінок. У 2011 році перемогла на зональному турнірі країн Західної Азії й виборола право на участь у чемпіонаті світу серед жінок. У 2012 році була другою на чемпіонаті Ірану (перемогла Мітра Хеджазіпур). У 2012 році в Ханти-Мансійську дебютувала на чемпіонаті світу, де в першому турі її перемогла Піа Крамлінг. 
Представляла Іран на шести шахових олімпіадах (1996, 2002, 2006-2012). На командному чемпіонаті Азії з шахів серед жінок брала участь п'ять разів (2005-2014). У командному заліку здобула дві бронзові медалі (2009, 2014). В особистому заліку здобула срібну (2005) та бронзову (2008) медаль. 2010 року взяла участь у командному турнірі з шахів на Азійських іграх. У командному турнірі з шахів Азійських ігор в приміщеннях взяла участь двічі (2007-2009).
Одружена з іранським гросмейстером Ехсаном Гаемом Магамі (нар. 1982).